# Венгерская диаспора

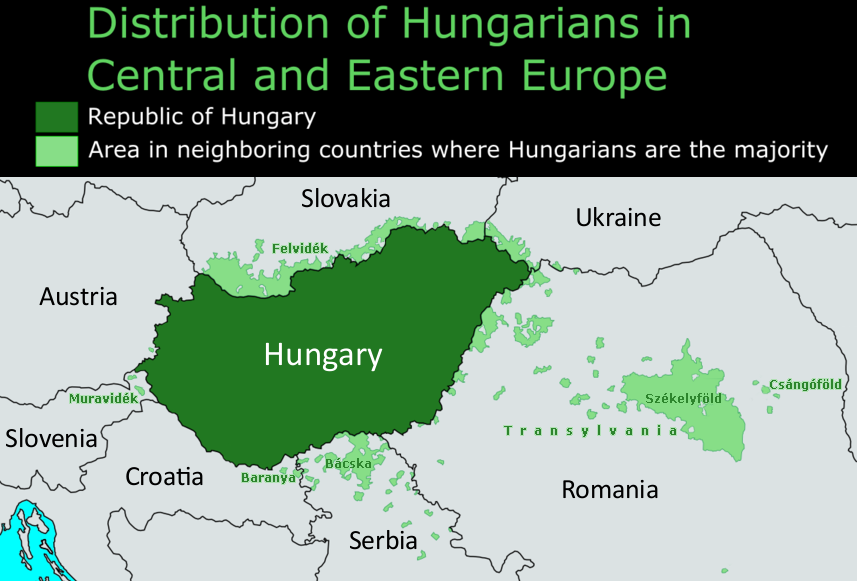
Зоны проживания венгерских национальных меньшинств, по данным Ласло Шебёка

Венгерская диаспора (венг. Magyar diaszpóra) — собирательное название всего этнического венгерского населения, проживающего за пределами Венгрии. Венгерская диаспора делится на две группы. В первю группу входят венгры, проживающие на территориях, которых Венгрия лишилась по Трианонскому мирному договору 1920 года (в 1947 году границы были подтверждены Парижским мирным договором). Численность этой части диаспоры составляет 3,3 млн человек. Вторую группу составляют этнические венгры, покинувшие территорию страны в разные годы (в том числе во время событий 1956 года или после вступления Венгрии в ЕС).
Кроме того, существует народ мадьярабы, небольшая этническая группа предположительно венгерского происхождения, проживающая в Египте и Судане. Мадьярабы приняты во Всемирный совет венгров.

## Диаспора по странам
| Страна              | Венгерское население                  | Примечания                                      | Статья                  |
| ------------------- | ------------------------------------- | ----------------------------------------------- | ----------------------- |
| Граничат с Венгрией |                                       |                                                 |                         |
| Румыния             | 1,227,623 (2011) (без учёта чангошей) | Автохтонные в Трансильвании, чангоши в Румынии  | Венгры в Румынии        |
| Словакия            | 458,467 (2011)                        | Автохтонные                                     | Венгры в Словакии       |
| Сербия              | 253,899 (2011)                        | Автохтонные в Воеводине                         | Венгры в Сербии         |
| Украина             | 156,600 (2001)                        | Автохтонные в Закарпатской области              | Венгры на Украине       |
| Австрия             | 55,038 (2014)                         | Автохтонные в Бургенланде                       | Венгры в Австрии        |
| Хорватия            | 14,048 (2011)                         | Автохтонные в Хорватии, кроме Истрии и Далмации | Венгры в Хорватии       |
| Словения            | 6,243 (2001)                          | Автохтонные в Восточной Словении                | Венгры в Словении       |
| Другие страны       |                                       |                                                 |                         |
| США                 | 1,563,081 (2006)                      | Иммигранты                                      | Венгры в США            |
| Канада              | 315,510 (2006)                        | Иммигранты                                      | Венгры в Канаде         |
| Израиль             | от 200,000 дo 250,000 (2000-е)        | Иммигранты, преимущественно евреи               |                         |
| Германия            | 120,000 (2004)                        | Иммигранты                                      | Венгры в Германии       |
| Франция             | от 100,000 дo 200,000 (2000-е)        | Иммигранты                                      | Венгры во Франции       |
| Бразилия            | 80,000 (2002)                         | Иммигранты                                      | Венгры в Бразилии       |
| Россия              | 76,500 (2002)                         | Иммигранты                                      | Венгры в России         |
| Австралия           | 67,616 (2006)                         | Иммигранты                                      | Венгры в Австралии      |
| Великобритания      | 52,250 (2011)                         | Иммигранты                                      | Венгры в Великобритании |
| Чили                | 50,000 (2012)                         | Иммигранты                                      | Венгры в Чили           |
| Аргентина           | 40,000 to 50,000 (2000s)              | Иммигранты                                      | Венгры в Аргентине      |
| Швейцария           | 20,000 to 25,000 (2000s)              | Иммигранты                                      |                         |
| Швеция              | 16,193 (2014)                         | Иммигранты                                      |                         |
| Чехия               | 14,672 (2001)                         | Иммигранты                                      |                         |
| Турция              | 6,800 (2001)                          | Иммигранты                                      | Венгры в Турции         |
| Мексика             | 3,500 (2006)                          | Иммигранты                                      | Венгры в Мексике        |
| Ирландия            | 3,328 (2006)                          | Иммигранты                                      |                         |
| Польша              | 1,728 (2011)                          | Иммигранты                                      |                         |
| Новая Зеландия      | 1,476 (2006)                          | Иммигранты                                      | Венгры в Новой Зеландии |
| Венгрия             | 4,9—5,1 млн.                          |                                                 |                         |

Венгерская иммиграция в Западную Европу усилилась в 1990-е годы, особенно с 2004 года, после вступления Венгрии в Евросоюз. Венгры работают в Великобритании, Ирландии, Финляндии, Швеции, Испании и Португалии.

## Гражданство Венгрии
Демократический союз венгров Румынии в 2004 году внёс предложение предоставить всем венграм, проживающим в Румынии, венгерское гражданство. В 2004 году в Венгрии состоялся референдум, на котором решались эти вопросы, но из-за несоответствия предложений союза венгерскому законодательству и низкой явки он провалился. Главы венгерских этнических партий в соседних государствах основали в январе 2005 года свою организацию, которая боролась за предоставление венгерского гражданства этническим венграм, проживающим за рубежом.
В 2010 году в венгерский закон о гражданстве были внесены поправки, ускорявшие процесс обретения венгерского гражданства венграм, живущим за границей. От необходимости проживания в Венгрии как требования к обретению гражданства было решено отказаться. С 2011 по 2012 годы было подано 200 тысяч новых заявок, а летом 2012 года подали ещё 100 тысяч заявок. По состоянию на февраль 2013 года гражданство Венгрии получили 400 тысяч человек, проживающих за рубежом. В июне 2013 года заместитель премьер-министра Жолт Шемьен выразил надежду, что к концу года число прошедших натурализацию достигнет 500 тысяч человек. Однако закон, вступивший в силу 1 января 2011 года, не разрешал натурализовавшимся гражданам участвовать в выборах без факта постоянного проживания в Венгрии. Спустя месяц партия ФИДЕС объявила о своих намерениях предоставить избирательное право для натурализовавшихся венгров. В 2014 году венгерские граждане, проживающие за рубежом, получили право участвовать в парламентских выборах, но голосовать могли только по партийному списку, а не за конкретного кандидата.
В мае 2010 года Словакия объявила о том, что будет лишать словацкого гражданства всех, кто подаст заявку на получение гражданства Венгрии. В октябре того же года президент Румынии Траян Бэсеску заявил, что не возражает против натурализации этнических венгров.